# Жуан Паулу Міор
Жуан Паулу Міор (порт. João Paulo Mior, нар. 8 березня 1991, Серафіна-Корреа) — бразильський футболіст, півзахисник американського клубу Major League Soccer «Сіетл Саундерз». Виступав також за низку бразильських клубів. Триразовий переможець Ліги Гаушу, переможець Ліги Каріока. Переможець Рекопи Південної Америки та переможець Ліги чемпіонів КОНКАКАФ.

## Ігрова кар'єра
Жуан Паулу Міор народився 1991 року в місті Серафіна-Корреа. Розпочав займатися футболом у юнацькій команді клубу «Гаушу», пізніше перейшов до юнацької команди клубу «Інтернасьйонал». У 2010 році Жуан Паулу розпочав виступи в основній команді клубу «Інтернасьйонал», у якій грав до 2013 року, та став у складі команди триразовим переможцем Ліги Гаушу, а в 2011 році переможцем Рекопи Південної Америки.
У 2013 році клуб «Інтернасьйонал» віддав футболіста в оренду до клубу «Атлетіко Гояніенсе», а в 2014 році до клубу «Гояс». У 2015 році вже на правах постійного контракту гравець перейшов до клубу «Санта-Круз» (Ресіфі), в якому виступав до 2017 року.
У 2017 році Жуан Паулу перейшов до складу клубу «Ботафогу», у складі якого грав до 2020 року, і в 2018 році став у складі команди переможцем Ліги Каріока. З 2020 року бразильський півзахисник грає у складі команди Major League Soccer «Сіетл Саундерз». У складі команди футболіст у 2022 році став переможцем Ліги чемпіонів КОНКАКАФ.

## Титули і досягнення
- Переможець Ліги Гаушу (3):

«Інтернасьйонал»: 2010, 2011, 2012
- Переможець Ліги Каріока (1):

«Ботафогу»: 2018
- Переможець Рекопи Південної Америки (1):

«Інтернасьйонал»: 2011
- Переможець Ліги чемпіонів КОНКАКАФ (1):

«Сіетл Саундерз»: 2022